# جنب (روستا)
 جنب  (در عربی:  الجُنُب )
نام روستایی است در دهستان المَذبَح از توابع استان لَحِج در کشور یمن در شبه جزیره عربستان.

## جمعیت
جمعیت آن (۵۰) نفر (۶ خانوار) می‌باشد.